# Sándor Zambó
Sándor Zámbó (ur. 10 października 1944 w Újpescie) – węgierski piłkarz grający na pozycji pomocnika. W swojej karierze rozegrał 33 mecze w reprezentacji Węgier i strzelił w nich 3 gole.

## Kariera klubowa
Swoją karierę piłkarską Zámbó rozpoczynał w klubie Újpesti Dózsa z Budapesztu i w sezonie 1962/1963 zadebiutował w nim w pierwszej lidze. Wraz z Újpestem dziewięciokrotnie był mistrzem kraju w latach 1969, 1970, 1971, 1972, 1973, 1974, 1975, 1978 i 1979. W 1971 roku zdobył z nim Puchar Węgier.
W 1980 roku Zámbó odszedł z Újpestu do klubu Chinoin. Następnie grał w takich zespołach jak Balassagyarmati SE i Gödi SE. W barwach tego ostatniego zakończył karierę w 1985 roku.

## Kariera reprezentacyjna
W reprezentacji Węgier Zámbó zadebiutował 25 maja 1969 roku w wygranym 2:0 meczu eliminacji do MŚ 1970 z Czechosłowacją. W 1972 roku zajął z Węgrami 4. miejsce na Euro 72. Na tym turnieju zagrał w dwóch meczach: półfinałowym ze Związkiem Radzieckim (0:1) i o 3. miejsce z Belgią. Od 1969 do 1975 roku rozegrał w kadrze narodowej 33 mecze i strzelił 3 gole.
| Mecze i gole w reprezentacji | Mecze i gole w reprezentacji | Mecze i gole w reprezentacji | Mecze i gole w reprezentacji | Mecze i gole w reprezentacji | Mecze i gole w reprezentacji | Mecze i gole w reprezentacji |
| #                            | Data                         | Stadion                      | Rywal                        | Wynik                        | Gol                          | Rozgrywki                    |
| 1969                         | 1969                         | 1969                         | 1969                         | 1969                         | 1969                         | 1969                         |
| ---------------------------- | ---------------------------- | ---------------------------- | ---------------------------- | ---------------------------- | ---------------------------- | ---------------------------- |
| 1.                           | 25.05.1969                   | Budapeszt, Węgry             | Czechosłowacja               | 2:0                          | 0                            | el. MŚ 1970                  |
| 2.                           | 08.06.1969                   | Dublin, Irlandia             | Irlandia                     | 2:1                          | 0                            | el. MŚ 1970                  |
| 3.                           | 15.06.1969                   | Kopenhaga, Dania             | Dania                        | 2:3                          | 0                            | el. MŚ 1970                  |
| 4.                           | 14.09.1969                   | Praga, Czechosłowacja        | Czechosłowacja               | 3:3                          | 0                            | el. MŚ 1970                  |
| 5.                           | 24.09.1969                   | Sztokholm, Szwecja           | Szwecja                      | 0:2                          | 0                            | towarzyski                   |
| 6.                           | 22.10.1969                   | Budapeszt, Węgry             | Dania                        | 3:0                          | 0                            | el. MŚ 1970                  |
| 7.                           | 05.11.1969                   | Budapeszt, Węgry             | Irlandia                     | 4:0                          | 0                            | el. MŚ 1970                  |
| 8.                           | 03.12.1969                   | Marsylia, Francja            | Czechosłowacja               | 1:4                          | 0                            | el. MŚ 1970                  |
| 1971                         |                              |                              |                              |                              |                              |                              |
| 9.                           | 04.04.1971                   | Wiedeń, Austria              | Austria                      | 2:0                          | 0                            | towarzyski                   |
| 10.                          | 24.04.1971                   | Budapeszt, Węgry             | Francja                      | 1:1                          | 0                            | el. ME 1972                  |
| 11.                          | 19.05.1971                   | Sofia, Bułgaria              | Bułgaria                     | 0:3                          | 0                            | el. ME 1972                  |
| 12.                          | 21.07.1971                   | Rio de Janeiro, Brazylia     | Brazylia                     | 0:0                          | 0                            | towarzyski                   |
| 13.                          | 01.09.1971                   | Budapeszt, Węgry             | Jugosławia                   | 1:2                          | 0                            | towarzyski                   |
| 14.                          | 25.09.1971                   | Budapeszt, Węgry             | Bułgaria                     | 2:0                          | 0                            | el. ME 1972                  |
| 15.                          | 09.10.1971                   | Paryż, Francja               | Francja                      | 2:0                          | 1                            | el. ME 1972                  |
| 16.                          | 27.10.1971                   | Budapeszt, Węgry             | Norwegia                     | 4:0                          | 0                            | el. ME 1972                  |
| 17.                          | 14.11.1971                   | Gżira, Malta                 | Malta                        | 2:0                          | 0                            | el. ME 1972                  |
| 1972                         |                              |                              |                              |                              |                              |                              |
| 18.                          | 12.01.1972                   | Madryt, Hiszpania            | Hiszpania                    | 0:1                          | 0                            | towarzyski                   |
| 19.                          | 29.03.1972                   | Budapeszt, Węgry             | RFN                          | 0:2                          | 0                            | towarzyski                   |
| 20.                          | 29.04.1972                   | Budapeszt, Węgry             | Rumunia                      | 1:1                          | 0                            | el. ME 1972                  |
| 21.                          | 06.05.1972                   | Budapeszt, Węgry             | Malta                        | 3:0                          | 0                            | el. MŚ 1974                  |
| 22.                          | 14.05.1972                   | Bukareszt, Rumunia           | Rumunia                      | 2:2                          | 0                            | el. ME 1972                  |
| 23.                          | 17.05.1972                   | Belgrad, Jugosławia          | Rumunia                      | 2:1                          | 1                            | el. ME 1972                  |
| 24.                          | 25.05.1972                   | Sztokholm, Szwecja           | Szwecja                      | 0:0                          | 0                            | el. MŚ 1974                  |
| 25.                          | 14.06.1972                   | Bruksela, Belgia             | ZSRR                         | 0:1                          | 0                            | ME 1972                      |
| 26.                          | 17.06.1972                   | Liège, Belgia                | Belgia                       | 1:2                          | 0                            | ME 1972                      |
| 27.                          | 15.10.1972                   | Wiedeń, Austria              | Austria                      | 2:2                          | 0                            | el. MŚ 1974                  |
| 1973                         |                              |                              |                              |                              |                              |                              |
| 28.                          | 29.04.1973                   | Budapeszt, Węgry             | Austria                      | 2:2                          | 1                            | el. MŚ 1974                  |
| 29.                          | 13.06.1973                   | Budapeszt, Węgry             | Szwecja                      | 3:3                          | 1                            | el. MŚ 1974                  |
| 30.                          | 26.09.1973                   | Belgrad, Jugosławia          | Jugosławia                   | 1:1                          | 0                            | towarzyski                   |
| 31.                          | 21.11.1973                   | Budapeszt, Węgry             | NRD                          | 0:1                          | 0                            | towarzyski                   |
| 1974                         |                              |                              |                              |                              |                              |                              |
| 32.                          | 17.04.1974                   | Dortmund, RFN                | RFN                          | 0:5                          | 0                            | towarzyski                   |
| 1975                         |                              |                              |                              |                              |                              |                              |
| 33.                          | 07.06.1975                   | Sofia, Bułgaria              | Bułgaria                     | 0:4                          | 0                            | kwal. IO 1976                |